# Китино (Псковская область)
Ки́тино (в местном диалекте Ки́тины) — деревня в Псковском районе Псковской области. Располагается в верхнем течении реки Толбы на её левом берегу.
Известна по крайней мере с XIX века.

## История основания и происхождение топонима
Согласно местному устному преданию, основателями деревни были эстонцы, переселившиеся в район верховьев р. Толбы с территории собственно Эстонии. Легенда называет трех братьев (Крепс, Демеша и Соболь), основавших неподалёку одна от другой три деревни: Ки́тино, Со́боли и Му́стики.
Данная легенда отчасти подтверждаются лингвистически: в переводе с эстонского mustikas означает «черника», что с высокой степенью вероятности может быть связано с обилием черничника в прилегающих лесах.
Аналогично название деревни «Соболи» этимологически вытекает из эстонского зоонима soobel — «соболь».
Однако, если придерживаться «эстонской» версии основания этих деревень, то название деревни Китино трудно как-либо интерпретировать, исходя из данных эстонского языка. Наиболее близким по звучанию является эстонское слово kittima — «замазывать», «шпатлевать», однако среди местных природных материалов либо промыслов местных жителей реалий, наименования которых были бы созвучны данному слову, не зафиксировано.
В связи с этим более оправданным представляется трактовать топоним «Китино», исходя из устаревшего русского слова «кита́» (один из вариантов — «кити́на») — согласно В. И. Далю, «стебель, трава повойного и долгоствольного растения». В данном случае достаточно надёжным основанием для именно такой трактовки происхождения названия «Китино» является тот факт, что в окрестностях этой деревни в изобилии встречаются заросли вьющегося растения — хмеля. Кроме того, сам Даль в той же словарной статье указывает, что словом «китина» в ряде местностей России обозначался собственно хмель.

## Исторические памятники
По данным Псковского государственного научно-исследовательского археологического центра и Научно-производственного центра по охране памятников истории и культуры Комитета по культуре Администрации Псковской области, на территории деревни Китино находится два археологических памятника:
- курганно-жальничный могильник X—XVI вв. общей площадью 4 га. (памятник местного значения);
- жальничный могильник XII—XVI вв. (памятник федерального значения)[3].

## Динамика численности населения
Постоянное население деревни в пред- и послевоенные годы насчитывало несколько десятков человек. Однако начиная с 1960-х гг. наметилась резкая убыль населения, связанная, главным образом, с оттоком молодежи в областной центр — Псков. В результате к началу 1980-х гг. в Китино проживало не более 7 человек; все они являлись людьми пенсионного и предпенсионного возраста. Последние коренные жители покинули деревню в 1991 г. В настоящее время Китино является фактически исчезнувшей деревней (в ней проживают только дачники и только в летнее время, занимая выкупленные у местных жителей и их наследников дома), хотя в классификаторе ОКАТО и в документах Администрации Псковского района она по-прежнему числится в списке 40 населенных пунктов, находящихся на территории бывшей Гверздонской волости (с 1 января 2010 г. включенной в состав Середкинской волости) Псковского района Псковской области.